# Sremič
Sremič este o localitate din comuna Krško, Slovenia, cu o populație de 151 de locuitori.